# Lupepo
Lupepo ist ein Verwaltungsbezirk (Ward) des Distrikts Rungwe in der tansanischen Region Mbeya. Er grenzt im Norden an den Bezirk Nkunga, im Osten an Iponjola und Lufingo, im Süden an Ikuti und im Westen an den Distrikt Ileje.

## Geografie
Lupepo liegt im Südwesten von Tansania und gehört zur Mittellandzone des Distrikts. Die Jahresniederschlagsmenge liegt zwischen 800 und 2200 Millimeter. Die Fläche des Bezirks umfasst 37 Quadratkilometer und bei der Volkszählung 2022 lebten hier 5686 Menschen in 1369 Haushalten.

## Geschichte
Bis zur Volkszählung 2012 war Lupepo Teil des Bezirks Nkunga und wurde erst danach abgespalten.

## Gliederung
Der Bezirk besteht aus vier Gemeinden (Mtaa) mit 20 Orten (Kitongoji):
| Lupepo - Lupepo - Kigugu - Mabwe - Lyale - Lusungo - Mindolo - Ibunje - Kakindu - Kifumo | Mboyo - Mboyo - Kikuyu - Butolo - Makandana | Mpombo - Mpombo - Kapiki - Minyala - Mianga | Kyosa - Kyosa - Kikando - Ikuti |

## Wirtschaft und Infrastruktur
- Landwirtschaft: Die wichtigsten Nutzpflanzen sind Kochbananen, die auf 197 Hektar angebaut werden, Mais (142 ha), Maniok (109 ha) und Bohnen (108 ha). Kaffee ist mit einer Anbaufläche von 77 Hektar das wichtigste Produkt für den Export (Stand 2015).[9]
- Gesundheit: Im Bezirk befinden sich zwei staatliche Apotheken, je eine im Ort Lupepo[10] und eine in Mpombo.[11]